# چن زیهه
چن زیهه (انگلیسی: Chen Zihe؛ زادهٔ ۲۹ فوریهٔ ۱۹۶۸) بازیکن تنیس روی میز اهل چین بود.